# Petrell de les Bermudes
El petrell de les Bermudes (Pterodroma cahow) és un ocell marí de la família dels procel·làrids (Procellariidae), d'hàbits pelàgics, cria a les illes Bermudes i després es dispersa pels mars del voltant.